# Codex Gissensis

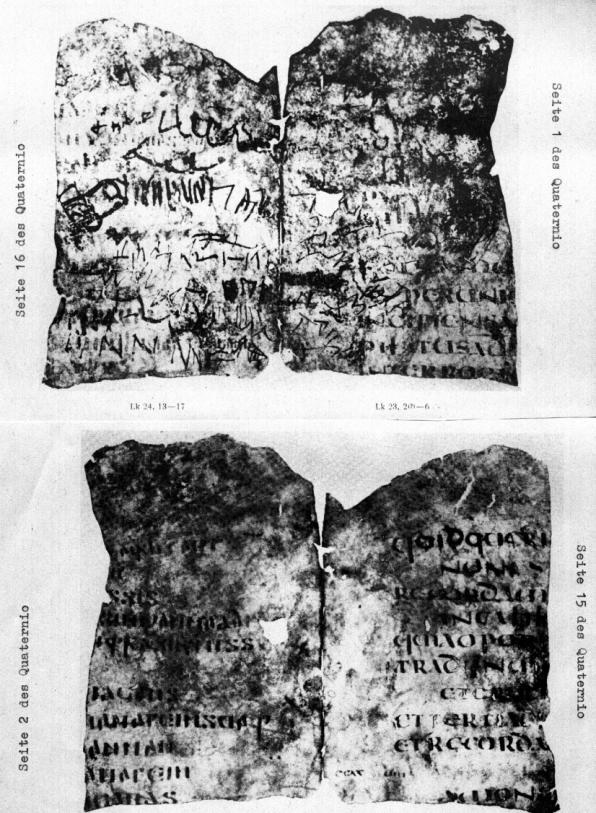
Codex Gissensis

Codex Gissensis, znany także jako Fragmentum Gissensis – bilingwiczny gocko-łaciński rękopis Biblii. Zachowały się jedynie dwa fragmenty podwójnej karty kodeksu. Tekst łaciński zawiera fragmenty Łk 23,2-6; 24,5-9, tekst gocki zawiera fragmenty Łk 23,11-16; 24,13-17. Tekst pisany jest kolometrycznie. Pod względem tekstualnym fragment wykazuje pokrewieństwo do kodeksu Brixianus. Fragment został odkryty w 1907 roku w Egipcie.
W roku 1945, podczas II wojny światowej, fragment został uszkodzony przez wodę, po przerwaniu wału nad rzeką Lahn. Przechowywany jest w bibliotece Uniwersytetu w Gießen (Nr. 651/20).
Tekst fragmentu został opublikowany w 1910 roku. Tekst łaciński opracował Paul Glaue, tekst gocki – Karl Helm. Glaue datował fragment na wiek V. Natomiast Lowe datował go na VI wiek (w oparciu o łacińską paleografię).
Po Fragmencie gisseńskim następny gocki tekst został odkryty dopiero w roku 1970, była to Karta ze Spiry należąca do Argenteus.